# Marek Stanisław Korowicz
Marek Stanisław Korowicz pseud.: Stanisław Deresiewicz, Komar Stanisław; kryptonimy: St. D., M. St. K. (ur. 11 marca 1903, zm. 1964) – polski politolog, specjalista prawa konstytucyjnego i międzynarodowego, taternik.

## Życiorys
Jego ojcem był Joachim Kornreich-Korowicz, pochodził z Malinowki, mieszkał też w Wiedniu, Krakowie i Lublinie, gdzie został zamordowany przez hitlerowców w na początku II wojny światowej). Jego bratem był Henryk Korowicz, polski ekonomista, profesor i rektor Akademii Handlu Zagranicznego we Lwowie, 11 lipca 1941 aresztowany przez Gestapo, został zamordowany najprawdopodobniej następnego dnia.
Marek Korowicz był absolwentem prawa UJ. Animator taternictwa w Krakowie i na Śląsku. Od 1930 pracował w Katowicach. W czasie II wojny światowej działał w ruchu oporu, a pod pseudonimem „KM Świętego”, napisał wiele broszur i artykułów. Po wojnie był aktywnym uczestnikiem Klubu Wysokogórskiego. Po wojnie, Korowicz został mianowany profesorem Nauk Społeczno-Gospodarczych w Katowicach. Później został profesorem prawa międzynarodowego na UMCS i UJ. W 1953 roku wyjechał do Nowego Jorku, w ramach delegacji dyplomatycznej PRL na Zgromadzenie Ogólne ONZ. Tam zwrócił się o azyl polityczny, korzystając z pomocy Stefana Korbońskiego. W USA był bardzo aktywny politycznie, występował w Radiu Wolna Europa. W 1955 ukazała się jego książka  W Polsce pod sowieckim jarzmem (Londyn: „Veritas” 1955). Przed wojną był cenionym autorem wielu prac dotyczących zagadnień międzynarodowych. Na emigracji ukazała się kilka jego prac z zakresu prawa międzynarodowego.

## Wybrane publikacje
- Traktaty Polski o arbitrażu i koncyljacji, Kraków 1930.
- (współautor: Edward Kostka), La Silésie Polonaise, Katowice 1931.
- Sytuacja prawna obywateli polskich w Gdańsku w świetle „Opinji” Stałego Trybunału Sprawiedliwości Międzynarodowej z dnia 4 lutego 1932 r., Poznań: Związek Obrony Kresów Zachodnich 1932.
- (pseud. Stanisław Komar, współautorzy: Edward Rybarz, Aleksander Szczepański), Górny Śląsk, Katowice: Okręg Śląski Zw. Obrony Kresów Zach. 1933.
- [St. Komar], Czternastolecie Administracji Polskiej na G. Śląsku, Katowice: Instytut Śląski 1936.
- Górnośląska konwencja genewska pomiędzy Polską i Niemcami 1922-1937, Katowice - Warszawa: skł. gł. „Nasza Księg.” 1937.
- Górnośląska ochrona mniejszości 1922-1937 na tle stosunków narodowościowych,  Katowice: Wydawnictwa Instytutu Śląskiego 1938.
- (pseud. Stanisław Komar), Czesi i Niemcy na ziemiach odzyskanych Śląska Cieszyńskiego, Katowice: Instytut Śląski 1939.
- Polska wśród narodów świata (obraz statystyczny), 1942.
- Dix siècles de relations franco-polonaises, Paris: Libr. Polonaise 1945.
- [Stanisław Komar], Górny Śląsk ziemia polska, Paryż 1945.
- La souveraineté des États et l’Avenir du droit international, Paris: Éd. A. Pedone 1945.
- Une experience de droit international: la protection des minorités de Haute-Silesie, Paris: A. Pedone 1946.
- Czechosłowacja wczoraj i dziś, pod red. Marka St. Korowicza, z wstępem Romana Lutmana, Katowice: Instytut Śląski 1948.
- Czechosłowacko-polski protokół o postępowaniu polubowym [!] i arbitrażowym, Katowice 1948.
- Dzisiejsza Czechosłowacja, Katowice: Wydawnictwa Instytutu Śląskiego 1948.
- Zarys dziejów Słowacji, Katowice: Wydawnictwa Instytutu Śląskiego 1948.
- W Polsce pod sowieckim jarzmem, Londyn: „Veritas” 1955.
- Modern doctrines of the sovereignty of States: an outline, Leiden: A. W. Sijthoff 1958.
- Introduction to international law: present conceptions of international law in theory and practice, The Hague: Martinus Nijhoff 1959 (wyd. 2 - 1964).